# Юзефово (гміна Пшедеч)
Юзефово (пол. Józefowo) — село в Польщі, у гміні Пшедеч Кольського повіту Великопольського воєводства.
Населення — 114 осіб (2011).
У 1975-1998 роках село належало до Конінського воєводства.

## Демографія
Демографічна структура станом на 31 березня 2011 року:
|          | Загалом | Допрацездатний вік | Працездатний вік | Постпрацездатний вік |
| -------- | ------- | ------------------ | ---------------- | -------------------- |
| Чоловіки | 60      | 13                 | 37               | 10                   |
| Жінки    | 54      | 9                  | 28               | 17                   |
| Разом    | 114     | 22                 | 65               | 27                   |